# کنود راسموسن
کنود جوهان ویکتور راسموسن‏ (Knud Johan Victor Rasmussen) (زادهٔ ۷ ژوئن ۱۸۷۹ – درگذشتهٔ ۲۱ دسامبر ۱۹۳۳)،‏ کاوشگر قطب و انسان‌دوست گرینلندی – دانمارکی بود. او به عنوان «پدر اسیکموشناسی» خوانده شده و نخستین اروپایی بود که توسط سورتمه سگ از گذرگاه شمال‌غربی عبور نمود. او در گرینلند، دانمارک و در میان مردم اینوئیت کانادا معروف است.

## سال‌های اولیه
راسموسن در ایلولیسات، گرینلند متولد شد، پدرش یک مبلغ مذهبی اهل دانمارک، کشیش کریستیان راسموسن و مادرش لوئیسی راسموسن (نام تولد: فلیسچر) یک اینوئیت-دانمارکی بود. او دو برادر/خواهر داشت.
راسموسن سال‌های اولیه زندگی خود را در میان مردمان کالاآلیت در گرینلند سپری کرد و در آنجا تکلم به زبان کالاآلیسوت، شکار، رانندگی سورتمه سگ و زندگی در اوضاع سخت شمالگان را آموخت. «همبازی‌های من مردمان بومی گرینلند بودند؛ من از آوان بسیار کودکی خود با شکارچیان بازی و کار کردم، از اینرو حتی سختی‌های پرتنش‌ترین سفرهای که به‌وسیله سورتمه انجام می‌شد، برای من به یک مسیر خوشایند مبدل شد».
بعدها او در لینگه، شمال شیلند در دانمارک آموزش دید. در میان سال‌های ۱۸۹۸ و ۱۹۰۰ میلادی، او تلاش نمود تا حرفه بازیگری و آوزخوانی در اپرا را دنبال نماید، اما ناموفق بود.

## حرفه
او نخستین سفر اکتشافی خود را در همراهی با جورگن برونلند، هارالد مولتک و لدویگ مایلوس-اریکسن از ۱۹۰۲ تا ۱۹۰۴ میلادی انجام داد که مشهور به سفر اکتشافی ادبی دانمارک بود و طی این سفر فرهنگ اینوئیت را تحت بررسی قرار داد. پس از بازگشت او به ارایه یک سری نطق‌های علمی پرداخته و کتاب مردم قطب شمال (۱۹۰۸ میلادی) را نوشت که ترکیبی از یک سفرنامه و گزارش علمی از فرهنگ مردمی اینوئیت بود. او در ۱۹۰۸ میلادی با داگمار اندرسن ازدواج کرد.
در ۱۹۱۰ میلادی، راسموسن و دوست وی پیتر فریوچین مرکز تجارتی تیول را در دماغه یورک (قاناق)، گرینلند به عنوان یک پایگاه بازرگانی تأسیس کردند. نام تیول به این خاطر انتخاب شد که این مرکز، شمالی‌ترین پایگاه تجاری در جهان بوده و در واقع به معنی «آخرین تیول» بود. پایگاه تجارتی تیول به پایگاهی برای یک سری از هفت سفر اکتشافی، معروف به سفرهای اکتشافی تیول، مبدل شد که از ۱۹۱۲ تا ۱۹۳۳ میلادی را در بر می‌گرفت.

### سفرهای اکتشافی تیول
نخستین سفر اکتشافی تیول (۱۹۱۲ میلادی، راسموسن و فریوپین) به هدف آزمایش ادعای رابرت پری مبنی بر اینکه کانالی سرزمین-پری را از گرینلند جدا می‌سازد، صورت گرفت. آنها طی یک سفر چشمگیر که ۱٬۰۰۰ کیلومتری (۶۲۰ مایل) در بالای یخ پیش رفتند و نزدیک بود کشته شوند، این ادعا را غلط ثابت کردند. کلمنتس مارکم، رئیس انجمن سلطنتی جغرافیا، این سفر را بهترین سفری خواند که در تاریخ به‌وسیله سگ‌ها انجام شده‌است. فریوچین گزارش شخصی خود از این سفر (و سایر سفرها) را در واگرانت وایکینگ (۱۹۵۳) و من با راسموسن سف به دریا رفتم (۱۹۵۸) نوشت.
دومین سفر اکتشافی تیول (۱۹۱۶ – ۱۹۱۸) بزرگتر و متشکل از تیم هفت نفری بوده و هدف آن نقشه‌برداری از یک ناحیه کمتر شناخته‌شده در کرانه شمالی گرینلند بود. این سفر در گزارش راسموسن تحت عنوان گرینلند از طریق دریای قطبی (۱۹۲۱) مستند گردید. در این سفر دو نفر تلف شدند، هر کدام توریلد ولف و هیندریک اولسن که تنها مورد در کل حرفه راسموسن بود. سومین سفر اکتشافی تیول (۱۹۱۹) شالم جابه‌جای-انبار در سفر شنای قطبی روآلد آمونسن در کشتی ماد بود. چهارمین سفر اکتشافی تیول (۱۹۱۹ – ۱۹۲۰ میلادی) در شرق گرینلند بود، جاییکه راسموسن چندین ماه را در نزدیکی آنگماگسالیک سپری نموده و در مورد اقوام آن منطقه اطلاعات گردآوری نمود.
«بزرگترین دستاورد» راسموسن پنجمین سفر اکتشافی تیول بزرگ (۱۹۲۱–۱۹۲۴) وی بود که به منظور «حمله بر مسئله اساسی بزرگ منشأ نژاد اسکیمو» طراحی شده بود. یک کتاب ده جلدی (پنجمین سفر اکتشافی تیول ۱۹۲۱ – ۱۹۲4 (1946)) از داده‌های قوم‌شناختی، باستان‌شناختی و زیست شناختی گردآوری گردیده و بیشتر آثار هنوز هم در موزه‌های دانمارک نمایش داده می‌شوند. این تیم هفت نفری، نخست به مناطق شرقی قطب شمال در کانادا رفته و به گردآوری نمونه‌ها، برگزاری مصاحبه‌ها (از جمله با شاهمن آوا، کسی که در مورد اواونک به آنها اطلاعات داد) و حفاری سایت‌ها آغاز کردند.
راسموسن تیم را ترک نموده و برای ۱۶ ماه با دو شکارچی اینوئین به‌وسیله سورتمه سگ در امتداد شمال آمریکا تا نوم، آلاسکا سفر نمود – او تلاش نمود تا سفر خود را تا روسیه ادامه دهد، اما ویزای وی رد شد. او نخستین اروپایی بود که با سورتمه سگ از گذرگاه شمال‌غربی عبور نمود. او گزارش سفر خود را تحت عنوان سراسر قطب شمال آمریکا (۱۹۲۷) منتشر نمود، کتابی که امروزه نیز به عنوان ادبیات کلاسیک سفر قطبی پنداشته می‌شود. این سفر همچنین «سفر بزرگ سورتمه» عنوان شده و داستان آن در فیلم کانادایی، سفرنامه‌های کنود راسموسن (۲۰۰۶ میلادی) به نمایش درآمد.
برای هفت سال بعدی، راسموسن میان گرینلند و دانمارک سفر نموده و مشغول ارایه نطق علمی و نوشتن بود. در ۱۹۳۱ میلادی، او به ششمین سفر اکتشافی تیول رفت، سفری که به هدف مستحکم سازی ادعای دانمارک بر قسمتی از مناطق شرقی گرینلد که نروژ نیز روی مالکیت آن ادعا داشت، انجام شد.
هفتمین سفر اکتشافی تیول (۱۹۳۳) به هدف ادامه ششمین سفر طراحی شده بود، اما راسموسن پس از مسمومیت غذایی ناشی از خوردن غذای کیویاک، به بیماری سینه‌پهلو مبتلا شده و چند هفته بعد به عمر ۵۴ سالگی در کپنهاک درگذشت. در جریان این سفر اکتشافی، راسموسن روی فیلم ازدواج پالو (The Wedding of Palo) کار کرد و فیلم‌نامه آنرا نوشته بود. این فیلم که توسط فریدریش دالشیم کارگردانی شده بود در ۱۹۳۴ میلادی تکمیل گردیده و با عنوان دانمارکی پالوس برودیفرد (Palos brudefærd) اکران شد.

## افتخارات

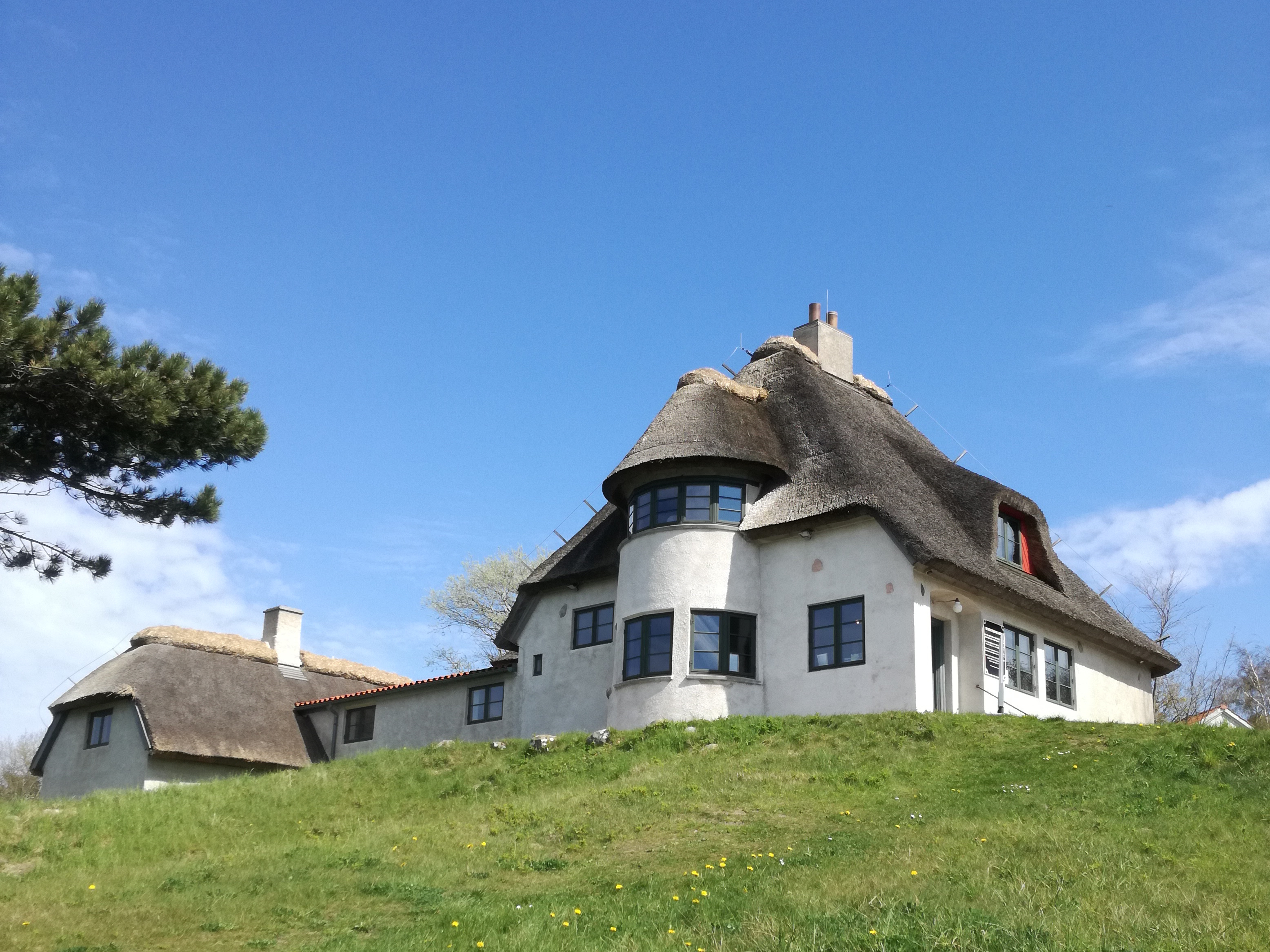
منزل کنود جوهان ویکتور راسموسن

علاوه بر چندین دماغه و یخرود، رشته‌کوه‌های کنود راسموسن در گریلند نیز پس از وی نام‌گذاری شده‌است.
فلوشیپ افتخاری انجمن جغرافیای آمریکا در ۱۹۱۲ میلادی و جایزه دالی این انجمن در ۱۹۲۴ میلادی به وی اعطاء گردید. انجمن سلطنتی جغرافی در ۱۹۲۳ میلادی مدال طلای بنیان‌گذار و انجمن سلطنتی جغرافیای دانمارک مدال هانس اجید خود را در ۱۹۲۴ میلادی به راسموسن اعطاء نمودند. دانشگاه کپنهاک در ۱۹۲۴ میلادی و دانشگاه سنت اندروز در ۱۹۲۷ میلادی به وی مدرک دکترای افتخاری اعطاء نمودند.